# 재팬 핫 100
재팬 핫 100(Billboard Japan Hot 100)은 일본의 레코드 차트이다. 2008년 2월부터 빌보드 재팬과 한신 콘텐츠 링크에서 발표하기 시작하였다. 차트는 매주 수요일 billboard-japan.com (JST)에서, 매주 목요일에는 billboard.com (UTC)에서 갱신된다. 재팬 핫 100 싱글 차트의 구조는 미국의 빌보드 핫 100 차트와 유사하다. 사운드스캔 재팬이 집계하는 CD 판매량과 플랜테크가 집계하는 라디오 방송 횟수, 청취율 등을 종합하여 차트를 산출하게 된다. 그러나 음원 다운로드 수는 이 차트에 반영되지 않는다. 
재팬 핫 100 차트의 첫 번째 1위 곡은 2008년 1월 16일자 차트에서 우타다 히카루의 Stay Gold이다. 일본인이 아닌 아티스트로는 리오나 루이스의 Bleeding Love가 2008년 4월 30일자 차트에서 처음으로 1위를 차지하였다.

## 역대 1위

### 2008년
| 1월 - 1월 21일 - 우타다 히카루 《Stay Gold》 - 1월 28일 - GReeeeN 《BE FREE》 2월 - 2월 4일 - 게쓰메이시 《出会いのかけら》 - 2월 11일 - 아오야마 텔마 (feat. SoulJa) 《そばにいるね》 - 2월 18일 - KAT-TUN 《LIPS》 - 2월 25일 - 포르노그라피티 《あなたがここにいたら》 3월 - 3월 3일 - 아라시 《Step and Go》 - 3월 10일 - NEWS 《太陽のナミダ》 - 3월 17일 - SMAP 《そのまま/White Message》 - 3월 24일 - 칸쟈니∞ 《ワッハッハー》 - 3월 31일 - 우타다 히카루 《Fight The Blues》 4월 - 4월 7일 - 아무로 나미에 《NEW LOOK》 - 4월 14일 - 244ENDLI-x 《Kurikaesu 春》 - 4월 21일 - 슈치신 《羞恥心》 - 4월 28일 - B'z 《BURN -フメツノフェイス-》 5월 - 5월 5일 - 레오나 루이스 《Bleeding Love》 - 5월 12일 - 마이즈 츠카사 《No more》 - 5월 19일 - NEWS 《SUMMER TIME》 - 5월 26일 - KAT-TUN 《DON'T U EVER STOP》 6월 - 6월 2일 - Hey! Say! JUMP 《Dreams come true》 - 6월 9일 - GReeeeN 《キセキ》 - 6월 16일 - GReeeeN 《キセキ》 (2주 연속) - 6월 23일 - GLAY 《VERB》 - 6월 30일 - 테고마스 《アイアイ傘》 | 7월 - 7월 7일 - 아라시 《One Love》 - 7월 14일 - YUI 《SUMMER SONG》 - 7월 21일 - Perfume 《love the world》 - 7월 28일 - 아라가키 유이 《Make my day》 8월 - 8월 4일 - Hey! Say! JUMP 《Your Seed / 冒険ライダー》 - 8월 11일 - Mr.Children 《GIFT》 - 8월 18일 - 사잔 오루 스타즈 《I AM YOUR SINGER》 - 8월 25일 - SMAP 《この瞬間、きっと夢じゃない》 9월 - 9월 1일 - 아라시 《truth / 風の向こうへ》 - 9월 8일 - KinKi Kids 《Secret Code》 - 9월 15일 - Mr.Children 《HANABI》 - 9월 22일 - Mr.Children 《HANABI》 (2주 연속) - 9월 29일 - 안젤라 아키 《手紙 ~拝啓 十五の君へ~》 10월 - 10월 6일 - EXILE 《The Birthday ～Ti Amo～》 - 10월 13일 - NEWS 《Happy Birthday》 - 10월 20일 - 포르노그라피티 《Love,too Death,too》 - 10월 27일 - 아라가키 유이 《赤い糸》 11월 - 11월 3일 - Hey! Say! JUMP 《真夜中のシャドーボーイ》 - 11월 10일 - 칸쟈니∞ 《無責任ヒーロー》 - 11월 17일 - 아라시 《Beautiful days》 - 11월 24일 - DREAMS COME TRUE 《連れてって 連れてって》 12월 - 12월 1일 - UVERworld 《儚くも永久のカナシ》 - 12월 8일 - EXILE 《LAST CHRISTMAS》 - 12월 15일 - KAT-TUN 《White X'mas》 - 12월 22일 - 슈치신 《弱虫サンタ》 - 12월 29일 - 하마사키 아유미 《Days/GREEN》 |

### 2009년
| 1월 - 1월 5일 - 코다 쿠미 《stay with me》 - 1월 12일 - (미집계) - 1월 19일 - 레미오로멘 《夢の蕾》 - 1월 26일 - Aqua Timez 《Velonica》 2월 - 2월 2일 - 아베 마오 《ふりぃ》 - 2월 9일 - KinKi Kids 《約束》 - 2월 16일 - UNICORN 《WAO!》 - 2월 23일 - KAT-TUN 《ONE DROP》 3월 - 3월 2일 - aiko 《milk / 嘆きのキス》 - 3월 9일 - 하마사키 아유미 《Rule / Sparkle》 - 3월 16일 - 아라시 / 야노 켄타 starring Satoshi Ohno 《Believe / 曇りのち、快晴》 - 3월 23일 - KAT-TUN 《RESCUE》 - 3월 30일 - 아무로 나미에 《WILD/Dr.》 4월 - 4월 6일 - Perfume 《ワンルーム・ディスコ》 - 4월 13일 - 코다 쿠미Xmisono 《It's all Love!》 - 4월 20일 - 코부쿠로 《虹》 - 4월 27일 - EXILE 《THE MONSTER ～Someday～》 5월 - 5월 4일 - 유즈 《逢いたい》 - 5월 11일 - NEWS 《恋のABO》 - 5월 18일 - JUJU with JAY'ED 《明日がくるなら》 - 5월 25일 - 카토 미리야X시미즈 쇼타 《Love Forever》 6월 - 6월 1일 - 후쿠야마 마사하루 《化身》 - 6월 8일 - 아라시 《明日の記憶 / Crazy Moon～キミ・ハ・ムテキ～》 - 6월 15일 - YUI 《again》 - 6월 22일 - GReeeeN 《遥か》 - 6월 29일 - V6 《スピリット》 | 7월 - 7월 6일 - 유스케 《たんぽぽ》 - 7월 13일 - 아라시 《Everything》 - 7월 20일 - 테고마스 《七夕祭り》 - 7월 27일 - 코부쿠로 《STAY》 8월 - 8월 3일 - EXILE 《THE HURRICANE ~FIREWORKS~》 - 8월 10일 - 도모토 코이치 《妖 ～あやかし～》 - 8월 17일 - B'z 《イチブトゼンブ / DIVE》 - 8월 24일 - B'z 《イチブトゼンブ / DIVE》 (2주 연속) - 8월 31일 - 하라 유코 《夢をアリガトウ》 9월 - 9월 7일 - SMAP 《そっと きゅっと / スーパースター★》 - 9월 14일 - 유즈 《虹》 - 9월 21일 - DREAMS COME TRUE feat. FUZZY CONTROL 《その先へ》 - 9월 28일 - MIKA 《The Boy Who Knew Too Much》 10월 - 10월 5일 - 이키모노가카리 《ＹＥＬＬ／じょいふる》 - 10월 12일 - 재중&유천(from 동방신기) 《COLORS ～Melody and Harmony～/Shelter》 - 10월 19일 - YUI 《It's all too much/Never say die》 - 10월 26일 - B'z 《MY LONELY TOWN》 11월 - 11월 2일 - 히라이 켄 《僕は君に恋をする》 - 11월 9일 - KinKi Kids 《スワンソング》 - 11월 16일 - 칸쟈니∞ 《急☆上☆Show!!》 - 11월 23일 - 아라시 《マイガール》 - 11월 30일 - 야마시타 토모히사 《Loveless》 12월 - 12월 7일 - LANDS 《BANDAGE》 - 12월 14일 - 도쿄지헨 《能動的三分間》 - 12월 21일 - 쿠와타 케이스케 《君にサヨナラを》 - 12월 28일 - 후쿠야마 마사하루 《はつ恋》 |

### 2010년
| 1월 - 1월 4일 - 칸쟈니∞ 《GIFT〜白〜》 - 1월 11일 - (미발표) - 1월 18일 - Rake 《Fly away》 - 1월 25일 - Rake 《Fly away》 (2주 연속) 2월 - 2월 1일 - YUI 《GLORIA》 - 2월 8일 - 동방신기 《BREAK OUT!》 - 2월 15일 - aiko 《戻れない明日》 - 2월 22일 - KAT-TUN 《Love yourself ~君が嫌いな君が好き~》 3월 - 3월 1일 - AKB48 《桜の栞》 - 3월 8일 - Hey! Say! JUMP 《瞳のスクリーン》 - 3월 15일 - 아라시 《Troublemaker》 - 3월 22일 - 아라시 《Troublemaker》 (2주 연속) - 3월 29일 - 몽키매직 《SAKURA》 4월 - 4월 5일 - 동방신기 《時ヲ止メテ》 - 4월 12일 - NEWS 《さくらガール》 - 4월 19일 - NYC 《勇氣100%》 - 4월 26일 - BUMP OF CHICKEN 《HAPPY》 5월 - 5월 3일 - BUMP OF CHICKEN 《魔法の料理～君から君へ～》 - 5월 10일 - 방과 후 티타임 《GO! GO! MANIAC》 - 5월 17일 - 이키모노가카리 《ありがとう》 - 5월 24일 - KAT-TUN 《Going!》 - 5월 31일 - 아라시 《Monster》 6월 - 6월 7일 - AKB48 《ポニーテールとシュシュ》 - 6월 14일 - 시드 《レイン》 - 6월 21일 - EXILE 《FANTASY》 - 6월 28일 - EXILE 《FANTASY》 (2주 연속) | 7월 - 7월 5일 - 이나바 코시 《Okay》 - 7월 12일 - 칸쟈니∞ 《Wonderful World!!》 - 7월 19일 - 아라시 《To be free》 - 7월 26일 - 아라시 《To be free》 (2주 연속) 8월 - 8월 2일 - SMAP 《This is love》 - 8월 9일 - 야마시타 토모히사 《One in a million》 - 8월 16일 - SMAP 《This is love》 (통산 2주) - 8월 23일 - 후쿠야마 마사하루 《蛍 / 少年》 - 8월 30일 - AKB48 《ヘビーローテーション》 9월 - 9월 6일 - 칸쟈니∞ 《LIFE ～目の前の向こうへ～》 - 9월 13일 - Superfly 《Wildflower & Cover Songs:Complete Best 'TRACK 3'》 - 9월 20일 - 아라시 《Løve Rainbow》 - 9월 27일 - EXILE 《もっと強く》 10월 - 10월 4일 - EXILE 《もっと強く》 (2주 연속) - 10월 11일 - flumpool 《君に届け》 - 10월 18일 - 아라시 《Dear Snow》 - 10월 25일 - BUMP OF CHICKEN 《宇宙飛行士への手紙/モーターサイクル》 11월 - 11월 1일 - NYC 《よく遊びよく学べ》 - 11월 8일 - AKB48 《Beginner》 - 11월 15일 - NEWS 《Fighting Man》 - 11월 22일 - 아라시 《果てない空》 - 11월 29일 - KAT-TUN 《CHANGE UR WORLD》 12월 - 12월 6일 - 우타다 히카루 《Goodbye Happiness》 - 12월 13일 - KinKi Kids 《Family ～ひとつになること》 - 12월 20일 - AKB48 《チャンスの順番》 - 12월 27일 - Hey! Say! JUMP 《「ありがとう」〜世界のどこにいても〜》 |

### 2011년
| 1월 - 1월 3일 - 기무라 카에라 《A winter fairy is melting a snowman》 - 1월 10일 - (미발표) - 1월 17일 - 우에무라 카나 《トイレの神様》 - 1월 24일 - 래드윔프스 《DADA》 - 1월 31일 - 프렌치 키스 《If》 2월 - 2월 7일 - 동방신기 《Why? (Keep Your Head Down)》 - 2월 14일 - KAT-TUN 《ULTIMATE WHEELS》 - 2월 21일 - EXILE 《Each Other's Way 〜旅の途中〜》 - 2월 28일 - AKB48 《桜の木になろう》 3월 - 3월 7일 - 아라시 《Lotus》 - 3월 14일 - 아카니시 진 《Eternal》 - 3월 21일 - NYC 《ユメタマゴ》 - 3월 28일 - Not yet 《週末Not yet》 4월 - 4월 4일 - 맥시멈 더 호르몬 《グレイテスト・ザ・ヒッツ 2011～2011》 - 4월 11일 - 레이디 가가 《Born This Way》 - 4월 18일 - Mr.Children 《かぞえうた》 - 4월 25일 - B'z 《さよなら傷だらけの日々よ》 5월 - 5월 2일 - 칸쟈니∞ 《T.W.L／イエローパンジーストリート》 - 5월 9일 - 소녀시대 《Mr. Taxi/Run Devil Run》 - 5월 16일 - 소녀시대 《Mr. Taxi/Run Devil Run》 (2주 연속) - 5월 23일 - 칸쟈니∞ 《マイホーム》 - 5월 30일 - KAT-TUN 《WHITE》 6월 - 6월 6일 - AKB48 《Ｅｖｅｒｙｄａｙ、カチューシャ》 - 6월 13일 - AKB48 《Ｅｖｅｒｙｄａｙ、カチューシャ》 (2주 연속) - 6월 20일 - 칸쟈니∞ 《３６５日家族》 - 6월 27일 - 킨키 키즈 《Time》 | 7월 - 7월 4일 - 마에다 아츠코 《Fｌｏｗｅｒ》 - 7월 11일 - 헤이! 세이! 점프 《OVER》 - 7월 18일 - Not yet 《波乗りかき氷》 - 7월 25일 - 이타노 토모미 《ふいに》 8월 - 8월 1일 - 동방신기 《Superstar》 - 8월 8일 - SKE48 《パレオはエメラルド》 - 8월 15일 - KAT-TUN 《RUN FOR You》 - 8월 22일 - Kis-My-Ft2 《Everybody Go》 - 8월 29일 - 칸쟈니∞ 《ツブサニコイ》 9월 - 9월 5일 - AKB48 《フライングゲット》 - 9월 12일 - 후쿠야마 마사하루 《家族になろうよ / fighting pose》 - 9월 19일 - 도모토 츠요시 《Nijiの詩》 - 9월 26일 - EXILE/EXILE ATSUSHI 《Rising Sun/いつかきっと…》 10월 - 10월 3일 - 헤이! 세이! 점프 《Magic Power》 - 10월 10일 - 티아라 《Bo Peep Bo Peep》 - 10월 17일 - back number 《思い出せなくなるその日まで》 - 10월 24일 - 라르크 앙 시엘 《X X X》 - 10월 31일 - 범프 오브 치킨 《ゼロ》 11월 - 11월 7일 - AKB48 《風は吹いている》 - 11월 14일 - 아라시 《迷宮ラブソング》 - 11월 21일 - SKE48 《オキドキ》 - 11월 28일 - Sexy Zone 《Sexy Zone》 12월 - 12월 5일 - EXILE 《あなたへ/Ooo Baby》 - 12월 12일 - KAT-TUN 《BIRTH》 - 12월 19일 - AKB48 《上からマリコ》 - 12월 26일 - Kis-My-Ft2 《We never give up!》 |

### 2012년
| 1월 - 1월 2일 - SMAP 《僕の半分》 - 1월 9일 - (미집계) - 1월 16일 - NYC 《ワンダフル キューピット/がらすの・魔法・》 - 1월 23일 - 킨키 키즈 《変わったかたちの石》 - 1월 30일 - 범프 오브 치킨 《グッドラック》 2월 - 2월 6일 - SKE48 《片想いFinally》 - 2월 13일 - 나가부치 츠요시 《ひとつ》 - 2월 20일 - NMB48 《純情U-19》 - 2월 27일 - AKB48 《GIVE ME FIVE!》 3월 - 3월 5일 - 헤이! 세이! 점프 《SUPER DELICATE》 - 3월 12일 - 야마시타 토모히사 《愛、テキサス》 - 3월 19일 - 아라시 《ワイルド アット ハート》 - 3월 26일 - 동방신기 《STILL》 4월 - 4월 2일 - Kis-My-Ft2 《SHE! HER! HER!》 - 4월 9일 - 후쿠야마 마사하루 《生きてる生きてく》 - 4월 16일 - B'z 《GO FOR IT, BABY -キオクの山脈-》 - 4월 23일 - 퍼퓸 《Spring of Life》 - 4월 30일 - Mr.Children 《祈り 〜涙の軌道/End of the day/pieces》 5월 - 5월 7일 - SMAP 《さかさまの空》 - 5월 14일 - 사시하라 리노 《それでも好きだよ》 - 5월 21일 - 아라시 《Face Down》 - 5월 28일 - SKE48 《アイシテラブル！》 6월 - 6월 4일 - AKB48 《真夏のSounds good !》 - 6월 11일 - AKB48 《真夏のSounds good !》 (2주 연속) - 6월 18일 - 아라시 《Your Eyes》 - 6월 25일 - 칸쟈니∞ 《愛でした。》 | 7월 - 7월 2일 - 마에다 아츠코 《君は僕だ》 - 7월 9일 - 소녀시대 《PAPARAZZI》 - 7월 16일 - 야마시타 토모히사 《LOVE CHASE》 - 7월 23일 - 케츠메이시 《LOVE LOVE Summer》 - 7월 30일 - NEWS 《チャンカパーナ》 8월 - 8월 6일 - 에이트 레인저 《ER》 - 8월 13일 - SMAP 《Moment》 - 8월 20일 - NMB48 《ヴァージニティー》 - 8월 27일 - Kis-My-Ft2 《WANNA BEEEE!!!/Shake It Up》 9월 - 9월 3일 - 노기자카46 《走れ！Bicycle》 - 9월 10일 - AKB48 《ギンガムチェック》 - 9월 17일 - 칸쟈니∞ 《あおっぱな》 - 9월 24일 - KAT-TUN 《不滅のスクラム》 10월 - 10월 1일 - SKE48 《キスだって左利き》 - 10월 8일 - 소녀시대 《Oh!》 - 10월 15일 - Sexy Zone 《Sexy Summerに雪が降る》 - 10월 22일 - 후쿠야마 마사하루 《Beautiful life/GAME》 - 10월 29일 - 카라 《エレクトリックボーイ》 11월 - 11월 5일 - 키류인 쇼 from 골든 봄버 《Life is SHOW TIME》 - 11월 12일 - AKB48 《UZA》 - 11월 19일 - NMB48 《北川謙二》 - 11월 26일 - Kis-My-Ft2 《アイノビート》 12월 - 12월 3일 - 모모이로 클로버 Z 《サラバ、愛しき悲しみたちよ》 - 12월 10일 - The MONSTERS 《MONSTERS》 - 12월 17일 - AKB48 《永遠プレッシャー》 - 12월 24일 - NEWS 《WORLD QUEST/ポコポンペコーリャ》 - 12월 31일 - 노기자카46 《制服のマネキン》 |

### 2013년
| 1월 - 1월 7일 - (미집계) - 1월 14일 - 골든 봄버 《Dance My Generation》 - 1월 21일 - 야마다 료스케 《ミステリー ヴァージン》 - 1월 28일 - 동방신기 《Catch Me -If you wanna-》 2월 - 2월 4일 - 사카낙션 《ミュージック》 - 2월 11일 - SKE48 《チョコの奴隷》 - 2월 18일 - KAT-TUN 《EXPOSE》 - 2월 25일 - Kis-My-Ft2 《My Resistance -タシカナモノ- ／ 運命Girl》 3월 - 3월 4일 - AKB48 《So long !》 - 3월 11일 - SMAP 《Mistake!/Battery》 - 3월 18일 - 아라시 《Calling/Breathless》 - 3월 25일 - 야마시타 토모히사 《怪・セラ・セラ》 4월 - 4월 1일 - 캬리 파뮤파뮤 《にんじゃりばんばん》 - 4월 8일 - Kis-My-Ft2 《キ・ス・ウ・マ・イ 〜KISS YOUR MIND〜/S.O.S (Smile On Smile)》 - 4월 15일 - 다카하시 미나미 《Jane Doe》 - 4월 22일 - 후쿠야마 마사하루 《誕生日には真白な百合を/Get the groove》 - 4월 29일 - 나오토 인티 레이미 《恋する季節》 5월 - 5월 6일 - 칸쟈니∞ 《へそ曲がり/ここにしかない景色》 - 5월 13일 - 세카이노 오와리 《RPG》 - 5월 20일 - 더 원티드 《Chasing The Sun》 - 5월 27일 - T.M.Revolution 《Preserved Roses》 6월 - 6월 3일 - AKB48 《さよならクロール》 - 6월 10일 - 아라시 《Endless Game》 - 6월 17일 - SMAP 《Joy!!》 - 6월 24일 - 칸쟈니∞ 《涙の答え》 | 7월 - 7월 1일 - NMB48 《僕らのユリイカ》 - 7월 8일 - 헤이! 세이! 점프 《Come On A My House》 - 7월 15일 - 노기자카46 《ガールズルール》 - 7월 22일 - 링크드 호라이즌 《紅蓮の弓矢》 - 7월 29일 - SKE48 《美しい稲妻》 8월 - 8월 5일 - 카라 《サンキュー サマーラブ》 - 8월 12일 - 야마시타 토모히사 《SUMMER NUDE '13》 - 8월 19일 - 사잔 올 스타즈 《ピースとハイライト》 - 8월 26일 - Kis-My-Ft2 《キミとのキセキ》 9월 - 9월 2일 - AKB48 《恋するフォーチュンクッキー》 - 9월 9일 - AKB48 《恋するフォーチュンクッキー》 (2주 연속) - 9월 16일 - HKT48 《メロンジュース》 - 9월 23일 - 도모토 츠요시 《瞬き》 - 9월 30일 - 마에다 아츠코 《タイムマシンなんていらない》 10월 - 10월 7일 - Not yet 《ヒリヒリの花》 - 10월 14일 - NMB48 《カモネギックス》 - 10월 21일 - Sexy Zone 《バィバィDuバィ〜See you again〜/A MY GIRL FRIEND》 - 10월 28일 - 2PM 《Winter Games》 11월 - 11월 4일 - 킨키 키즈 《まだ涙にならない悲しみが/恋は匂へと散りぬるを》 - 11월 11일 - AKB48 《ハート・エレキ》 - 11월 18일 - 홋타가밴드 《サヨナラ☆ありがとう(초회한정반)》 - 11월 25일 - Kis-My-Ft2 《SNOW DOMEの約束 / Luv Sick》 12월 - 12월 2일 - SKE48 《賛成カワイイ!》 - 12월 9일 - 노기자카46 《バレッタ》 - 12월 16일 - 칸쟈니∞ 《ココロ空モヨウ》 - 12월 23일 - AKB48 《鈴懸なんちゃら》 - 12월 30일 - SMAP 《シャレオツ/ハロー》 |

### 2014년
| 1월 - 1월 6일 - (미집계) - 1월 13일 - 헤이! 세이! 점프 《Ride With Me》 - 1월 20일 - 굿모닝아메리카 《イチ、ニッ、サンでジャンプ》 - 1월 27일 - 칸쟈니∞ 《ひびき》 2월 - 2월 3일 - 세카이노 오와리 《スノーマジックファンタジー》 - 2월 10일 - 세카이노 오와리 《スノーマジックファンタジー》 (2주 연속) - 2월 17일 - 헤이! 세이! 점프 《AinoArika/愛すればもっとハッピーライフ》 - 2월 24일 - 아라시 《Bittersweet》 3월 - 3월 3일 - 칸쟈니∞ 《キング オブ 男!》 - 3월 10일 - AKB48 《前しか向かねえ》 - 3월 17일 - Kis-My-Ft2 《光のシグナル》 - 3월 24일 - HKT48 《桜、みんなで食べた》 - 3월 31일 - SKE48 《未来とは?》 4월 - 4월 7일 - NMB48 《高嶺の林檎》 - 4월 14일 - 노기자카46 《気づいたら片想い》 - 4월 21일 - SMAP 《Yes we are/ココカラ》 - 4월 28일 - 세카이노 오와리 《炎と森のカーニバル》 5월 - 5월 5일 - 자니스WEST 《ええじゃないか》 - 5월 12일 - 아라시 《GUTS!》 - 5월 19일 - 아라시 《GUTS!》 (2주 연속) - 5월 26일 - Sexy Zone 《King & Queen & Joker》 6월 - 6월 2일 - AKB48 《ラブラドール・レトリバー》 - 6월 9일 - 아라시 《誰も知らない》 - 6월 16일 - KAT-TUN 《In Fact》 - 6월 23일 - 동방신기 《Sweat》 - 6월 30일 - 우버월드 《7日目の決意》 | 7월 - 7월 7일 - 三代目 J Soul Brothers from EXILE TRIBE 《R.Y.U.S.E.I.》 - 7월 14일 - 칸쟈니∞ 《オモイダマ》 - 7월 21일 - 노기자카46 《夏のFree&Easy》 - 7월 28일 - SMAP 《Top Of The World/Amazing Discovery》 8월 - 8월 4일 - EXILE 《NEW HORIZON》 - 8월 11일 - SKE48 《不器用太陽》 - 8월 18일 - 에이트 레인저 《ER2》 - 8월 25일 - Kis-My-Ft2 《Another Future》 9월 - 9월 1일 - 아오이 에일 《IGNITE》 - 9월 8일 - AKB48 《心のプラカード》 - 9월 15일 - 헤이! 세이! 점프 《ウィークエンダー / 明日へのYELL》 - 9월 22일 - 사잔 올 스타즈 《東京VICTORY》 - 9월 29일 - 2PM 《ミダレテミナ》 10월 - 10월 6일 - HKT48 《控えめ I love you !》 - 10월 13일 - Sexy Zone 《男 never give up》 - 10월 20일 - 노기자카46 《何度目の青空か?》 - 10월 27일 - 칸쟈니∞ 《言ったじゃないか / CloveR》 11월 - 11월 3일 - V6 《Sky's The Limit》 - 11월 10일 - 킹・크림소다 《祭り囃子でゲラゲラポー》 - 11월 17일 - 동방신기 《Time Works Wonders》 - 11월 24일 - 킨키 키즈 《鍵のない箱》 12월 - 12월 1일 - Mr.Children 《足音〜Be Strong》 - 12월 8일 - AKB48 《希望的リフレイン》 - 12월 15일 - 칸쟈니∞ 《がむしゃら行進曲》 - 12월 22일 - 三代目J Soul Brothers from EXILE TRIBE 《O.R.I.O.N.》 - 12월 29일 - 三代目J Soul Brothers from EXILE TRIBE 《O.R.I.O.N.》 (2주 연속) |

### 2015년
| 1월 - 1월 5일 - (미집계) - 1월 12일 - Kis-My-Ft2 《Thank youじゃん!》 - 1월 19일 - NEWS 《KAGUYA》 - 1월 26일 - B'z 《有頂天》 2월 - 2월 2일 - KAT-TUN 《Dead or Alive》 - 2월 9일 - 2PM 《Guilty Love》 - 2월 16일 - 자니스WEST 《ズンドコ パラダイス》 - 2월 23일 - 시부타니 스바루 《記憶 / ココロオドレバ》 3월 - 3월 2일 - SMAP 《華麗なる逆襲／ユーモアしちゃうよ》 - 3월 9일 - 아라시 《Sakura》 - 3월 16일 - AKB48 《Green Flash》 - 3월 23일 - KAT-TUN 《KISS KISS KISS》 - 3월 30일 - 노기자카46 《命は美しい》 4월 - 4월 6일 - Kis-My-Ft2 《Kiss魂》 - 4월 13일 - NMB48 《Don't look back!》 - 4월 20일 - ST☆RISH 《マジLOVEレボリューションズ》 - 4월 27일 - 三代目 J Soul Brothers from EXILE TRIBE 《starting over》 5월 - 5월 4일 - 범프 오브 치킨 《Hello,world!》 - 5월 11일 - 헤이! 세이! 점프 《Chau♯／我 I Need You》 - 5월 18일 - V6 《Timeless》 - 5월 25일 - 아라시 《青空の下、キミのとなり》 6월 - 6월 1일 - AKB48 《僕たちは戦わない》 - 6월 8일 - UNISON SQUARE GARDEN 《シュガーソングとビターステップ》 - 6월 15일 - 칸쟈니∞ 《強く 強く 強く》 - 6월 22일 - B'z 《RED》 - 6월 29일 - 방탄소년단 《FOR YOU》 | 7월 - 7월 6일 - \|NEWS 《チュムチュム》 - 7월 13일 - μ's(뮤즈) 《Angelic Angel》 - 7월 20일 - 三代目 J Soul Brothers from EXILE TRIBE 《Summer Madness》 - 7월 27일 - μ's(뮤즈) 《僕たちはひとつの光／Fｕｔｕｒｅ ｓｔｙｌｅ》 8월 - 8월 3일 - 노기자카46 《太陽ノック》 - 8월 10일 - 자니스WEST 《バリ ハピ》 - 8월 17일 - 칸쟈니∞ 《前向きスクリーム!》 - 8월 24일 - SKE48 《前のめり》 - 8월 31일 - 이에이리 레오 《君がくれた夏》 9월 - 9월 7일 - AKB48 《ハロウィン・ナイト》 - 9월 14일 - 아라시 《愛を叫べ》 - 9월 21일 - SMAP 《Otherside／愛が止まるまでは》 - 9월 28일 - 니시노 카나 《トリセツ》 10월 - 10월 5일 - 세카이노 오와리 《SOS/プレゼント》 - 10월 12일 - 사카낙션 《新宝島》 - 10월 19일 - NMB48 《Must be now》 - 10월 26일 - Kis-My-Ft2 《AAO》 11월 - 11월 2일 - 헤이! 세이! 점프 《キミアトラクション》 - 11월 9일 - 노기자카46 《今、話したい誰かがいる》 - 11월 16일 - EXO 《Love Me Right ～romantic universe～》 - 11월 23일 - Kis-My-Ft2 《最後もやっぱり君》 - 11월 30일 - back number 《クリスマスソング》 12월 - 12월 7일 - back number 《クリスマスソング》 (2주 연속) - 12월 14일 - 칸쟈니∞ 《侍唄（さむらいソング）》 - 12월 21일 - AKB48 《唇にBe My Baby》 - 12월 28일 - Sexy Zone 《カラフル Eyes》 |

### 2016년
| 1월 - 1월 4일 - back number 《クリスマスソング》 (통산 3주) - 1월 11일 - 니시노 카나 《トリセツ》 (통산 2주) - 1월 18일 - BOYS AND MEN 《BOYMEN NINJA》 - 1월 25일 - 이나바 코시 《羽》 2월 - 2월 1일 - NEWS 《ヒカリノシズク/Touch》 - 2월 8일 - GENERATIONS from EXILE TRIBE 《AGEHA》 - 2월 15일 - BOYS AND MEN 《Wanna be!》 - 2월 22일 - KAT-TUN 《TRAGEDY》 - 2월 29일 - 테시마 아오이 《明日への手紙》 3월 - 3월 7일 - 아라시 《復活LOVE》 - 3월 14일 - KAT-TUN 《UNLOCK》 - 3월 21일 - AKB48 《君はメロディー》 - 3월 28일 - Kis-My-Ft2 《Gravity》 4월 - 4월 4일 - 노기자카46 《ハルジオンが咲く頃》 - 4월 11일 - SKE48 《チキンLINE》 - 4월 18일 - 케야키자카46 《サイレントマジョリティー》 - 4월 25일 - HKT48 《７４億分の１の君へ》 5월 - 5월 2일 - 자니스WEST 《逆転Winner》 - 5월 9일 - NMB48 《甘噛み姫》 - 5월 16일 - Sexy Zone 《勝利の日まで》 - 5월 23일 - 헤이! 세이! 점프 《真剣SUNSHINE》 - 5월 30일 - 아라시 《I seek/Daylight》 6월 - 6월 6일 - back number 《僕の名前を》 - 6월 13일 - AKB48 《翼はいらない》 - 6월 20일 - V6 《Beautiful World》 - 6월 27일 - 비투비 《L.U.V》 | 7월 - 7월 4일 - 《THE IDOLM@STER CINDERELLA GIRLS STARLIGHT MASTER 03 ハイファイ☆デイズ》 - 7월 11일 - GENERATIONS from EXILE TRIBE 《涙》 - 7월 18일 - 칸쟈니∞ 《罪と夏》 - 7월 25일 - NEWS 《恋を知らない君へ》 8월 - 8월 1일 - 킨키 키즈 《薔薇と太陽》 - 8월 8일 - 노기자카46 《裸足でSummer》 - 8월 15일 - NMB48 《僕はいない》 - 8월 22일 - 케야키자카46 《世界には愛しかない》 - 8월 29일 - SKE48 《金の愛、銀の愛》 9월 - 9월 5일 - Kis-My-Ft2 《Sha la la☆Summer Time》 - 9월 12일 - AKB48 《LOVE TRIP/しあわせを分けなさい》 - 9월 19일 - HKT48 《最高かよ》 - 9월 26일 - 아라시 《Power is the Paradise》 10월 - 10월 3일 - 래드윔프스 《前前前世》 - 10월 10일 - iKON 《DUMB & DUMBER》 - 10월 17일 - Hi-STANDARD 《ANOTHER STARTING LINE》 - 10월 24일 - 호시노 겐 《恋》 - 10월 31일 - 호시노 겐 《恋》 (2주 연속) 11월 - 11월 7일 - 헤이! 세이! 점프 《Fantastic Time》 - 11월 14일 - 피코타로 《Pen-Pineapple-Apple-Pen》 - 11월 21일 - 노기자카46 《サヨナラの意味》 - 11월 28일 - AKB48 《ハイテンション》 12월 - 12월 5일 - 호시노 겐 《恋》 (통산 3주) - 12월 12일 - 케야키자카46 《二人セゾン》 - 12월 19일 - 호시노 겐 《恋》 (통산 4주) - 12월 26일 - 호시노 겐 《恋》 (2주 연속, 통산 5주) |

### 2017년
| 1월 - 1월 2일 - 호시노 겐 《恋》 (3주 연속, 통산 6주) - 1월 9일 - 호시노 겐 《恋》 (4주 연속, 통산 7주) - 1월 16일 - 호시노 겐 《恋》 (5주 연속, 통산 8주) - 1월 23일 - 호시노 겐 《恋》 (6주 연속, 통산 9주) - 1월 30일 - 호시노 겐 《恋》 (7주 연속, 통산 10주) 2월 - 2월 6일 - 칸쟈니∞ 《なぐりガキBEAT》 - 2월 13일 - 호시노 겐 《恋》 (통산 11주) - 2월 20일 - NEWS 《EMMA》 - 2월 27일 - HKT48 《バグっていいじゃん》 3월 - 3월 6일 - Hey! Say! JUMP 《OVER THE TOP》 - 3월 13일 - Kis-My-Ft2 《Tonight》 - 3월 20일 - 三代目 J Soul Brothers from EXILE TRIBE 《HAPPY》 - 3월 27일 - AKB48 《シュートサイン》 4월 - 4월 3일 - 노기자카46 《インフルエンサー》 - 4월 10일 - Sexy Zone 《ROCK THA TOWN》 - 4월 17일 - 케야키자카46 《不協和音》 - 4월 24일 - NGT48 《青春時計》 5월 - 5월 1일 - 아라시 《I'll be there》 - 5월 8일 - 초특급 《超ネバギバDANCE》 - 5월 15일 - V6 《COLORS》 - 5월 22일 - 방탄소년단 《血、汗、涙》 - 5월 29일 - 카메와 야마P 《背中越しのチャンス》 6월 - 6월 5일 - GOT7 《MY SWAGGER》 - 6월 12일 - AKB48 《願いごとの持ち腐れ》 - 6월 19일 - Kis-My-Ft2 《PICK IT UP》 - 6월 26일 - B'z 《声明》 | 7월 - 7월 3일 - 요네즈 켄시 《ピースサイン》 - 7월 10일 - 아라시 《つなぐ》 - 7월 17일 - Hey! Say! JUMP 《Precious Girl》 - 7월 24일 - KinKi Kids 《The Red Light》 - 7월 31일 - SKE48 《意外にマンゴー》 8월 - 8월 7일 - Mr.Children 《himawari》 - 8월 14일 - HKT48 《キスは待つしかないのでしょうか?》 - 8월 21일 - 노기자카46 《逃げ水》 - 8월 28일 - 호시노 겐 《Family Song》 9월 - 9월 4일 - DAOKO×요네즈 켄시 《우치아게하나비》 - 9월 11일 - AKB48 《#好きなんだ》 - 9월 18일 - 칸쟈니∞ 《奇跡の人》 - 9월 25일 - 후쿠야마 마사하루 《聖域》 10월 - 10월 2일 - DAOKO×요네즈 켄시 《우치아게하나비》 (통산 2주) - 10월 9일 - 도검남사 formation of 삼백년 《勝利の凱歌》 - 10월 16일 - 모닝구무스메'17 《邪魔しないで Here We Go!／弩級のゴーサイン／若いんだし! 》 - 10월 23일 - 노기자카46 《いつかできるから今日できる》 - 10월 30일 - 트와이스 《One More Time》 11월 - 11월 6일 - 케야키자카46 《風に吹かれても》 - 11월 13일 - 케야키자카46 《風に吹かれても》 (2주 연속) - 11월 20일 - 아라시 《Doors〜勇気の軌跡〜》 - 11월 27일 - 칸쟈니∞ 《応答セヨ》 12월 - 12월 4일 - AKB48 《11月のアンクレット》 - 12월 11일 - Kis-My-Ft2 《赤い果実》 - 12월 18일 - 방탄소년단 《MIC Drop》 - 12월 25일 - 三代目 J Soul Brothers from EXILE TRIBE 《J.S.B. HAPPINESS》 |

### 2018년
| 1월 - 1월 1일 - Hey! Say! JUMP 《White Love》 - 1월 8일 - NMB48 《ワロタピーポー》 - 1월 15일 - 아무로 나미에 《Hero》 - 1월 22일 - SKE48 《無意識の色》 - 1월 29일 - NEWS 《LPS》 2월 - 2월 5일 - KinKi Kids 《Topaz Love/DESTINY》 - 2월 12일 - STU48 《黒闇》 - 2월 19일 - 트와이스 《Candy Pop》 - 2월 26일 - Hey! Say! JUMP 《マエヲムケ》 3월 - 3월 5일 - 아라시 《Find The Answer》 - 3월 12일 - 호시노 겐 《ドラえもん》 - 3월 19일 - 케야키자카46 《ガラスを割れ!》 - 3월 26일 - AKB48 《ジャーバージャ》 4월 - 4월 2일 - 요네즈 켄시 《Lemon》 - 4월 9일 - 요네즈 켄시 《Lemon》 (2주 연속) - 4월 16일 - NMB48 《欲望者》 - 4월 23일 - NGT48 《春はどこから来るのか?》 - 4월 30일 - KAT-TUN 《Ask Yourself》 5월 - 5월 7일 - 노기자카46 《シンクロニシティ》 - 5월 14일 - HKT48 《早送りカレンダー》 - 5월 21일 - BOYS AND MEN 《進化理論》 - 5월 28일 - 트와이스 《Wake Me Up》 6월 - 6월 4일 - King & Prince 《シンデレラガール》 - 6월 11일 - AKB48 《Teacher Teacher》 - 6월 18일 - Sexy Zone 《イノセントデイズ》 - 6월 25일 - 모닝구무스메'18 《Are you Happy?/A gonna》 | 7월 - 7월 2일 - GOT7 《THE New Era》 - 7월 9일 - NEWS 《BLUE》 - 7월 16일 - SKE48 《いきなりパンチライン》 - 7월 23일 - Kis-My-Ft2 《LOVE(L.O.V.E.)》 - 7월 30일 - KEN☆Tackey 《逆転ラバーズ》 8월 - 8월 6일 - 아라시 《夏疾風》 - 8월 13일 - Hey! Say! JUMP 《COSMIC☆HUMAN》 - 8월 20일 - 노기자카46 《ジコチューで行こう!》 - 8월 27일 - 케야키자카46 《アンビバレント》 9월 - 9월 3일 - 호시노 겐 《アイデア》 - 9월 10일 - 호시노 겐 《アイデア》 (2주 연속) - 9월 17일 - 칸쟈니∞ 《ここに》 - 9월 24일 - NEWS 《「生きろ」》 10월 - 10월 1일 - AKB48 《センチメンタルトレイン》 - 10월 8일 - 하로프로 올스타즈 《YEAH YEAH YEAH》 - 10월 15일 - Kis-My-Ft2 《君、僕。》 - 10월 22일 - King & Prince 《Memorial》 - 10월 29일 - NMB48 《僕だって泣いちゃうよ》 11월 - 11월 5일 - 아라시 《君のうた》 - 11월 12일 - 요네즈 켄시 《Flamingo》 - 11월 19일 - 방탄소년단 《FAKE LOVE》 - 11월 26일 - 노기자카46 《帰り道は遠回りしたくなる》 12월 - 12월 3일 - back number 《オールドファッション》 - 12월 10일 - AKB48 《NO WAY MAN》 - 12월 17일 - Sexy Zone 《カラクリだらけのテンダネス》 - 12월 24일 - SKE48 《Stand by you》 - 12월 31일 - KinKi Kids 《会いたい、会いたい、会えない。》 |

### 2019년
| 1월 - 1월 7일 - 요네즈 켄시 《Lemon》 - 1월 14일 - 요네즈 켄시 《Lemon》 - 1월 21일 - 요네즈 켄시 《Lemon》 - 1월 28일 - 요네즈 켄시 《Lemon》 2월 - 2월 4일 - 요네즈 켄시 《Lemon》 (5주 연속, 통산 7주) - 2월 11일 - 자니스WEST 《ホメチギリスト》 - 2월 18일 - Kis-My-Ft2 《君を大好きだ》 - 2월 25일 - STU48 《風を待つ》 3월 - 3월 4일 - NMB48 《床の間正座娘》 - 3월 11일 - 케야키자카46 《黒い羊》 - 3월 18일 - 칸쟈니∞ 《crystal》 - 3월 25일 - AKB48 《ジワるDAYS》 4월 - 4월 1일 - 마츠리nine. 《有超天シューター》 - 4월 8일 - 히나타자카46 《キュン》 - 4월 15일 - King & Prince 《君を待ってる》 - 4월 22일 - HKT48 《意志》 - 4월 29일 - 라스트 아이돌 《大人サバイバー》 5월 - 5월 6일 - 자니스WEST 《アメノチハレ》 - 5월 13일 - 아이묭 《マリーゴールド》 - 5월 20일 - ONE N' ONLY 《Dark Knight》 - 5월 27일 - 카메나시 카즈야 《Rain》 6월 - 6월 3일 - Hey! Say! JUMP 《Lucky-Unlucky》 - 6월 10일 - 노기자카46 《Sing Out!》 - 6월 17일 - 요네즈 켄시 《海の幽霊》 - 6월 24일 - NEWS 《トップガン》 | 7월 - 7월 1일 - 야마시타 토모히사 《CHANGE》 - 7월 8일 - 아이즈원 《Buenos Aires》 - 7월 15일 - 방탄소년단 《Lights》 - 7월 22일 - Kis-My-Ft2 《HANDS UP》 - 7월 29일 - 히나타자카46 《ドレミソラシド》 8월 - 8월 5일 - 트와이스 《Breakthrough》 - 8월 12일 - STU48 《大好きな人》 - 8월 19일 - 산다이메 J SOUL BROTHERS from EXILE TRIBE 《SCARLET feat.Afrojack》 - 8월 26일 - NMB48 《母校へ帰れ！》 9월 - 9월 2일 - Hey! Say! JUMP 《ファンファーレ！》 - 9월 9일 - King & Prince 《koi-wazurai》 - 9월 16일 - 노기자카46 《夜明けまで強がらなくてもいい》 - 9월 23일 - 요네즈 켄시 《馬と鹿》 - 9월 30일 - AKB48 《サステナブル》 10월 - 10월 7일 - 아이즈원 《Vampire》 - 10월 14일 - 히나타자카46 《こんなに好きになっちゃっていいの？》 - 10월 21일 - 자니스WEST 《Big Shot!!》 - 10월 28일 - Official髭男dism 《Pretender》 11월 - 11월 4일 - Sexy Zone 《麒麟の子》 - 11월 11일 - =LOVE 《ズルいよ ズルいね》 - 11월 18일 - NMB48 《初恋至上主義》 - 11월 25일 - Kis-My-Ft2 《Edge of Days》 12월 - 12월 2일 - Official髭男dism 《Pretender》 - 12월 9일 - 칸쟈니∞ 《友よ》 - 12월 16일 - KinKi Kids 《光の気配》 - 12월 23일 - Official髭男dism 《Pretender》 - 12월 30일 - Official髭男dism 《Pretender》 (2주 연속, 통산 4주) |

## 같이 보기
- 오리콘